# ベンハイ川

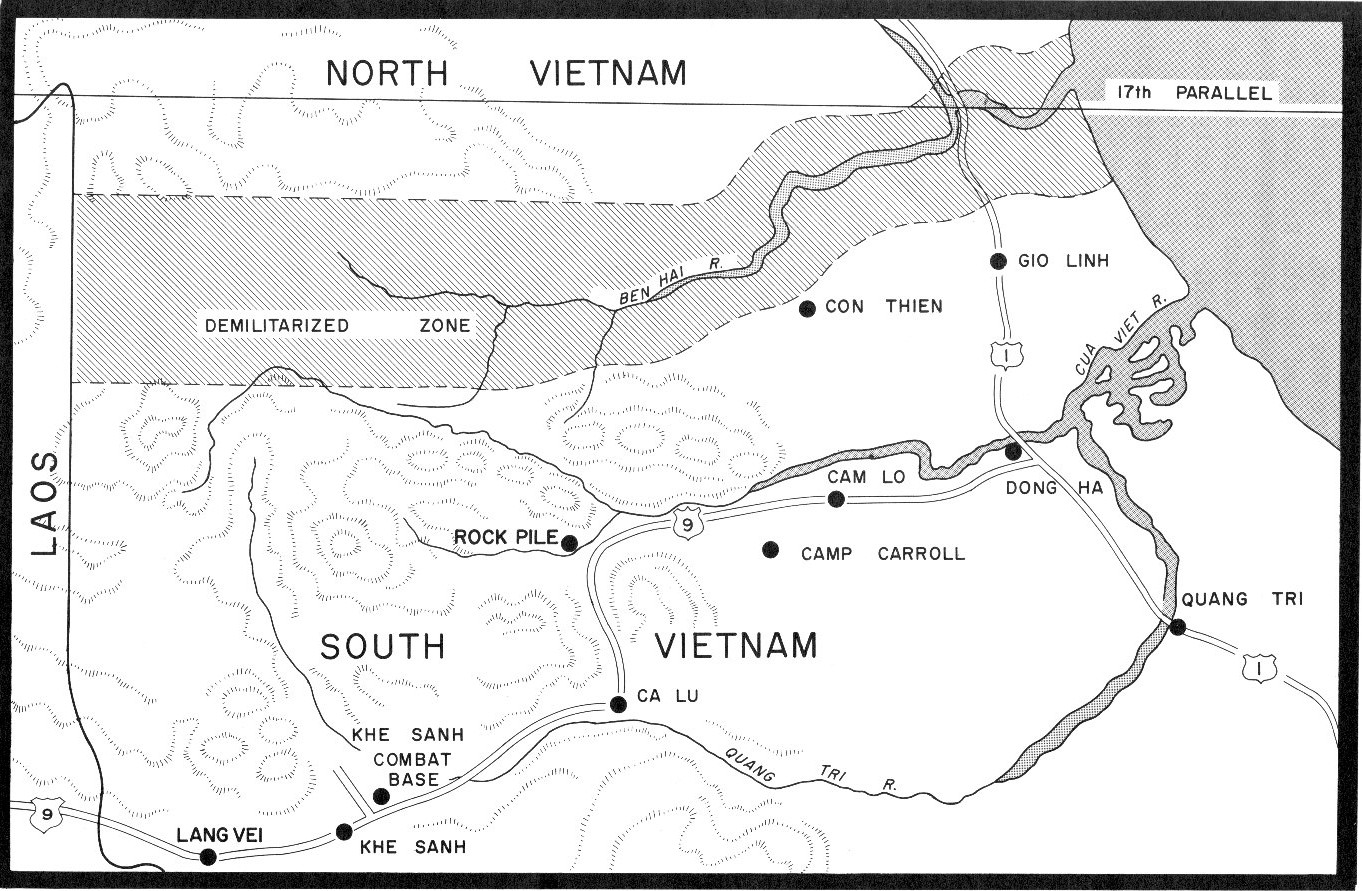
南北ベトナム間の軍事境界線と非武装地帯（灰色）が設置されていた頃のベンハイ川流域図（1969年）

ベンハイ川（ベトナム語: Sông Bến Hải／瀧𤅶海）は、ベトナム・クアンチ省を流れる河川。

## 地理
アンナン山脈に端を発し、北緯17度線付近をおおよそ東の方向へと流れて、南シナ海へと直接注ぐ。長さは約100kmであり、幅の最も広い場所での川幅は約200mに達する。河口部はクアンチ省のヴィンリン県（永霊）とゾーリン県（由霊）の境界となっている。

## 歴史
ベンハイ川は、かつてベトナム中部における重要な国境線となった河川であった。ジュネーブ協定によって、北緯17度線が北ベトナムと南ベトナムとの軍事境界線となり、この川がほぼその北緯17度線上に存在したからである。同協定によって、この軍事境界線付近には非武装中立地帯（Demilitarised Zone。略してDMZ）が設定されていたが、その範囲は、おおむねベンハイ川を中心とする幅約4kmの場所であった。よって、この川は非武装中立地帯の中心であったと説明されることがある。
この川に架かるヒエンルオン橋（ベトナム語：Cầu Hiền Lương / 橋賢良）は、当時北半分が赤色に、南半分が黄色に塗られていた。